# Wilhelm Gotthelf Lohrmann
Wilhelm Gotthelf Lohrmann, född den 31 januari 1796 i Dresden, död där den 20 februari 1840, var en tysk astronom.
Lohrmann blev 1828 föreståndare för den så kallade matematiska salongen i Dresden. För sin tid högst förtjänstfulla var Lohrmanns över månytans formationer utförda studier, delvis nedlagda i det av Lohrmann redan 1821 påbörjade och till en del 1824 publicerade, men av Johann Friedrich Julius Schmidt fullbordade och först 1877 fullständigt utgivna verket Mondcharte in 25 Sectionen.
Asteroiden 4680 Lohrmann är uppkallad efter honom.